# James Innes-Ker (7e duc de Roxburghe)
James Henry Robert Innes-Ker, 7e duc de Roxburghe (5 septembre 1839-23 octobre 1892), devient duc de Roxburghe à la mort de son père, James Innes-Ker (6e duc de Roxburghe).

## Jeunesse
Il est né le 5 septembre 1839 de James Innes-Ker (6e duc de Roxburghe) et de Susanna Dalbiac, duchesse de Roxburghe, enfant unique de James Charles Dalbiac (en). Sa mère fait partie du personnel de la reine Victoria jusqu'à sa mort en 1895. Sa sœur aînée est Susan Harriet Innes-Ker, qui épouse James Suttie, 6e baronnet. Ses frères et sœurs cadets sont Charlotte Isabella Innes-Ker, épouse de George Russell, et Charles John Innes-Ker, qui épouse Blanche Mary Williams (fille du colonel Thomas Peers Williams).

## Carrière
Il est député libéral du Roxburghshire de 1870 à 1874. Il sert également comme Lord Lieutenant du Roxburghshire de 1884 jusqu'à sa mort en 1892.

## Vie privée
Le 11 juin 1874, il épouse Anne Emily Spencer-Churchill. Elle est la quatrième fille de John Spencer-Churchill (7e duc de Marlborough) et de Frances Vane-Stewart (fille aînée de Charles Vane (3e marquis de Londonderry)). Ensemble, James et Anne, qui est Maîtresse de la garde-robe et dame d'atours de la reine Victoria, sont les parents de sept enfants, trois garçons et quatre filles, dont :
- Margaret Frances Susan Innes-Ker (1875–1930), qui épouse James Alexander Orr-Ewing (1857–1900) en 1898[2]
- Henry Innes-Ker (8e duc de Roxburghe) (1876–1932)[3], dont descendent tous les Innes-Ker[4]
- Victoria Alexandrina Innes-Ker (1877–1970), qui épouse Charles Hyde Villiers (1862–1947)
- Isabel Innes-Ker (1879–1905), qui épouse l'hon. Guy Wilson (1877–1943) en 1904
- Alastair Robert Innes-Ker (1880–1936), qui épouse à Londres le 10 octobre 1907, Anne Breese (1885–1959), héritière américaine en 1907
- Evelyn Anne Innes-Ker (1882–1958), qui épouse William Fellowes Collins (1865–1948), un petit-fils de Lord de Ramsey, en 1907
- Robert Edward Innes-Ker (1885–1958), qui épouse Charlotte Josephine Cooney (1887–1958) (autrement connue comme l'actrice de comédie musicale Jose Collins (en)) en 1920[5]. Ils divorcent en 1935. Il se remarie à Eleanor Marie Woodhead (1887–1958) en 1939

Lord Roxburghe meurt le 23 octobre 1892 et est remplacé par son fils aîné. Sa veuve, la duchesse douairière de Roxburghe, est décédée à Londres en 1923 après une longue maladie, au domicile de sa fille Evelyn et de son mari, le colonel William Collins.